# 堡街
51°30′47″N 0°07′19″W / 51.51306°N 0.12194°W

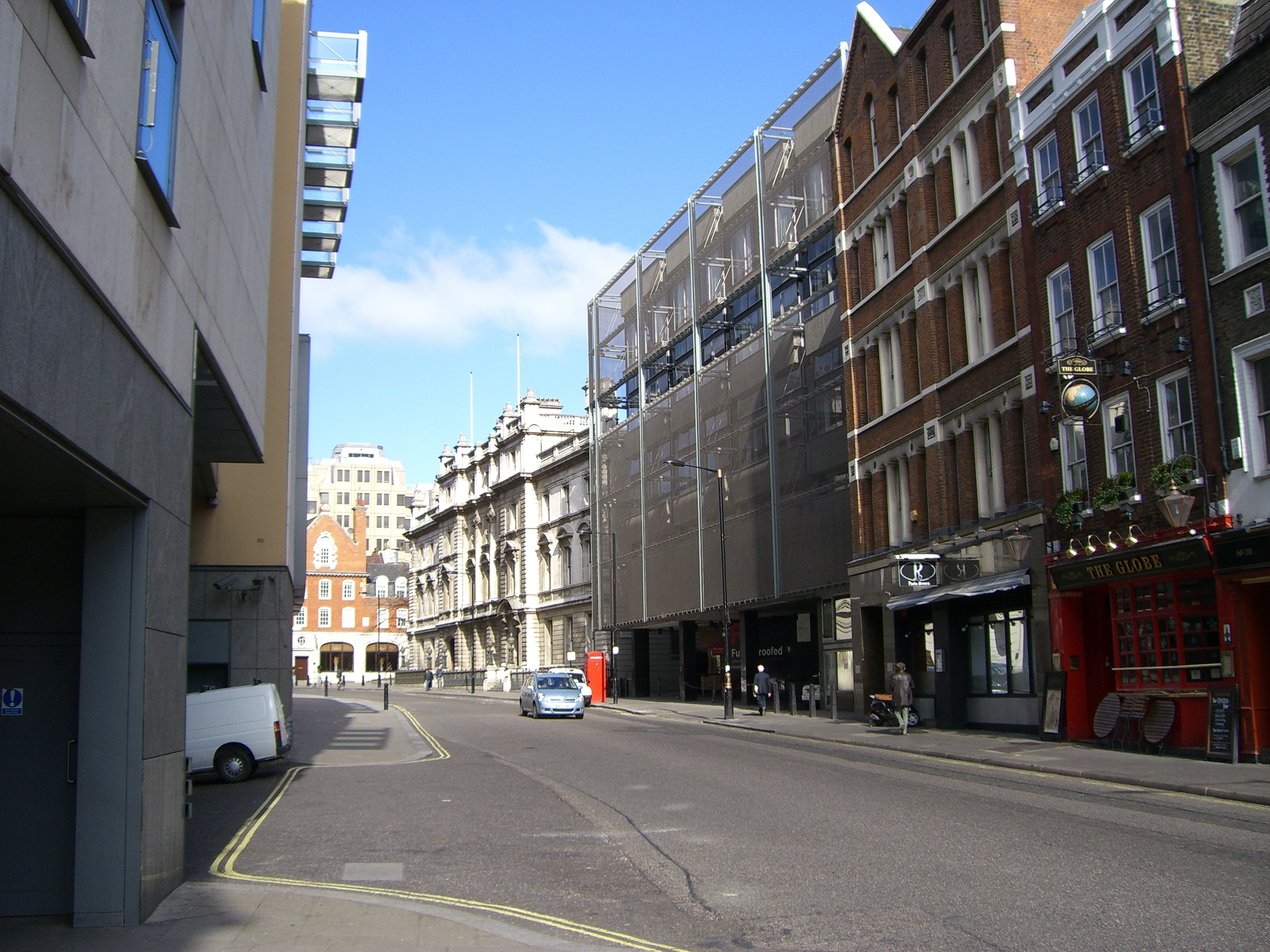
從堡街看向北方；右上方為堡街裁判法院。

堡街是一條位於西敏市科文特花園的道路，連接朗埃克、羅素街及威靈頓街，是聖吉爾至滑鐵盧橋路線的一部分。
堡街在1633年由第四代貝德福德伯爵弗朗西斯·羅素建造。有多位名人在17到18世紀居住在此，包括英吉利共和國首任護國公奧利弗·克倫威爾和第一代牛津和莫蒂默伯爵羅伯特·哈利。18世紀，堡街因戲院（今皇家歌劇院）的啓用而逐漸少人居住。堡街在19世紀實際上是科文特花園和其市場的延伸，售賣帶異國情調的水果和蔬菜。
堡街與司法有相當強的聯繫。1750年，亨利·菲爾丁在此建立了早期的志願警察隊堡街偵探；倫敦警務處在1832年起也在此設立了一處分局，並間接引致了堡街裁判法院的建造。現今，只有35號至羅素街一小段的建築物仍舊屹立，其他建築物已被拆卸以建造更大的建築。